# Вудленд (Калифорния)
Ву́дленд (англ. Woodland) — город и окружной центр в округе Йоло, штат Калифорния, США.
Город расположен в 24 км к северо-западу от Сакраменто и является частью статистического ареала Сакраменто. По данным переписи 2010 года население города составляет 55 468 человек.

## История
Перед освоением региона выходцами из Европы его населяли люди принадлежащие к народности Патвин, ветви народности Винтан. Они жили в долинах между гор и хребтов и вблизи реки. На территории современного Вудленда поселений не было, но считается, что это была зона для охоты и сбора семян. Одновременное порабощение и распространение болезней среди Патвин со стороны испанских миссионеров, приняло драматические последствия: малярийная эпидемия 1830—1833 годов и эпидемии оспы в 1837 году убили множество аборигенов. Тем не менее, было обнаружено, что некоторые из первых фермеров в Вудленде были из народности Патвин.
Истоки города восходят к 1850 году, когда Калифорния получила свою государственность и был создан округ Йоло. В это время был основан Йоло-сити, который стал важным сельскохозяйственным центром. Орошение являлось одним из основных факторов успеха. Первый ирригационный канал был построен Джеймсом Муром в 1856 году, он был владельцем территории на которой находилась река Каш-Крик. В 1861 году в городе было открыто почтовое отделение, а сам город был переименован в Вудленд. Спустя год в него переместили центр округа из Вашингтона после его затопления (ныне Уэст-Сакраменто). Расширению города способствовали плодородная почва, климатические условия, хорошая транспортная система и статус окружного центра. Город был инкорпарирован в 1871 году.
Постройка железной дороги, близость к Сакраменто, постройка межштатного шоссе Interstate 5 помогли создать процветающий город.

## Демография
По данным переписи населения США на 2010 год численность населения города Вудленда составляла 55 468 человек (из них 49,2 % мужчин и 50,8 % женщин), насчитывалось 18 721 домашнее хозяйство и 13 548 семей. Плотность размещения населения — 1399,5 человек на км². Расовый состав: 62,9 % белые, 6,2 % азиаты, 1,5 % афроамериканцы, 1,3 % коренные американцы, 0,3 % гавайцы и выходцы с островов Тихого океана, 22,5 % потомки других рас, 5,2 % потомки двух и более рас. 47,4 % населения города — латиноамериканцы (43,9 % мексиканцев).
Из 18 721 домашних хозяйств 51,9 % представляли собой совместно проживающие супружеские пары (25,9 % с детьми младше 18 лет), в 14,1 % семей женщины проживали без мужей, в 6,3 % семей мужчины проживали без жён, 27,6 % не имели семьи. В среднем домашнее хозяйство ведут 2,91 человек, а средний размер семьи — 3,41 человека. Население города по возрастному диапазону по данным переписи 2010 года распределилось следующим образом: 27,5 % — жители младше 18 лет, 4,3 % — между 18 и 21 годами, 57,3 % — от 21 до 65 лет и 10,9 % — в возрасте 65 лет и старше. Средний возраст населения — 33,7 года.
В 2014 году медианный доход на семью оценивался в 66 901 $, на домашнее хозяйство — 54 532 $. Доход на душу населения — 25 149 $.
Динамика численности населения:
|  |

## Города-побратимы
- Ла-Пьедад, Мексика

## Известные люди
- Джиллиан Камарена-Уильямс — легкоатлетка
- Томас Хейден Чёрч — актёр
- Дастин Педроя — бейсболист